# Partit Verd de Bulgària
El Partit Verd de Bulgària (en búlgar: Зелена партия, Zelena Partija) és un partit polític de Bulgària. Forma part de la Coalició per Bulgària, una aliança liderada pel Partit Socialista Búlgar. La coalició va obtenir el 17,1% dels vots i 48 dels 240 escons del Narodno Sabranie a les eleccions legislatives búlgares de 2001. A les eleccions legislatives búlgares de 2005, va passar al 33,98% de suport popular i va augmentar la seva representació parlamentària a 82 escons.
Els Verds no tenen representants en l'Assemblea Nacional. No obstant això, es troben representats en el govern búlgar pel ministre de Justícia i viceprimer ministre, Dimitar Bongalov. No tenen res a veure amb Zelenite, partit creat el 2008 i que es presentà a les eleccions europees de 2009 i a les eleccions legislatives búlgares de 2009 amb suport del Partit Verd Europeu.